# 莱迪希细胞
莱迪希细胞（英語：Leydig cell）又稱睾丸间质细胞（英語：interstitial cells of the testes），是位于睾丸生精小管外侧的細胞，它在黄体生成素（LH）的幫助下可以产生睾酮。莱迪希细胞體積較大，呈圓形或多邊形，並且具有大而突出的细胞核、嗜酸性的細胞質和许多充满脂质的囊泡。